# انسجام (موسيقى)
الانسجام في الموسيقى هو الصوت لنغمة واحدة أو أكثر تدعم اللحن. وتعتبر الموسيقى الغربية استثنائية بين كل الحضارات الموسيقية في العالم في تأكيدها على الانسجام. نغمات اللحن تكون غالبا أعلى من الانسجام المصاحب. في البيانو مثلاً، اليد اليمنى تعزف اللحن واليسرى تعزف الانسجام. رغم أن اللحن يمكنه الوقوف وحده، يضيف الانسجام المصاحب ثراء عليه.
للانسجام معنيان: الأول يعني «منطق عام يعني إمكانية تكيف الأصوات معا». والثاني يعني انسجام يدل بشكل خاص على المصاحبة الموسيقية حيث «يتغير الانسجام بتآلف آخر».

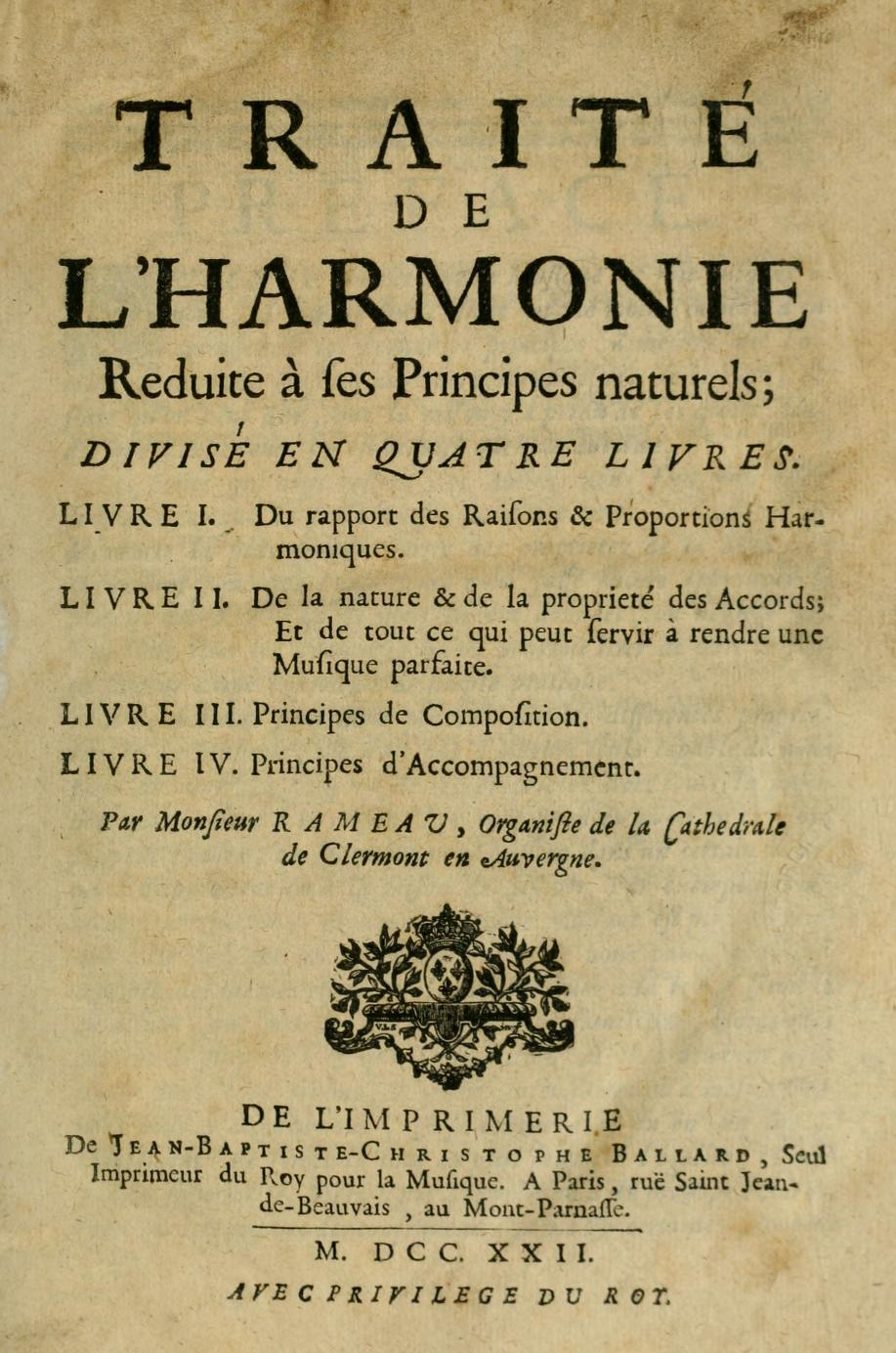
"بحث في الانسجام" لرامو يرجع لعام 1722.

## بناء الانسجام بالتآلفات
التآلفات هي كتل البناء للانسجام. التآلف ببساطة مجموعة من نغمتين أو أكثر نسمعها في نفس الوقت. التآلف الأساسي في الموسيقى الغربية هو الثالوث، تعزف هكذا لأننا نبنيها باستخدام ثلاث نغمات مرتبة بطريقة محددة للغاية. دعنا نبدأ بنغمة في سلم دو الكبير تبدأ بنغمة دو في القرار. لتكون ثالوث نأخذ نغمة وترك التالية وناخذ واحدة وهكذا، أي نختار نغمات دو مي صول فنرك ري وفا ونسمعهم الثلاثة معا.

ثالوث في سلم دو الكبير.

يمكن تكوين ثالوث بنفس الطريقة في كل نغمة من السلم الموسيقي. لأن مع عدم انتظام السلم ليس كل الخطوات تبعد عن بعض بنفس المسافة، بعض الثواليث كبيرة وبعضها صغيرة. الثالوث الكبير به نغمة وسطى تقرب بنفس نغمة من النغمة العليا عن السفلى؛ وبالعكس الثالوث الصغير به نغمة وسطى تقرب بنصف نغمة من النغمة السفلى عن العليا. وفي حين قد يبدو هذا معقد، الفرق بين الثالوث الكبير والصغير يكون ظاهر في الحال. لنسمعه نذهب لآلة البيانو ونكون ثلالوث في دو الوسطى ثم واحد على ري أعلى. الثواليث الكبيرة تبدو مفرحة؛ والصغيرة تبدو كئيبة.
السبب في احتياج أكثر من تآلف واحد لعمل انسجام وسبب ضرورة تغيير التآلف لأن نغمات اللحن تتغير باستمرار، أحيانا تتحرك خلال كل أنغام السلم الموسيقي. لكن قد يكون الثالوث الواحد انسجام مع ثلاثة ألحان في السلم التي توجد فيه. وللحفاظ على انسجام الانسجام، لابد من تغيير التآلفات باستمرار. حين يحدث تغير في التآلفات بطريقة متعمدة تحت اللحن تكون ما يعرف بتبدل التآلف. التآلفات المستقلة في تبدل التآلف تبدو أنها تنجذب لبعض، فواحد يمنع التالي الفرصة مع كل التآلفات تنجذب آخر الأمر نحو ثالوث القوي في القرار. نهاية تبدل التآلف تعرف بالكادنزة. عادة في الكادنزة يعتمد الثالوث على الدرجة الخامسة من السلم الموسيقي وتعرف بالثالوث السائد، التي تصل للثالوث في القرار. هذه حركة انسجامة قوية، وهي تنقل شعورا قويا بالنهاية أو الخاتمة.

## هوامش
1. 1 2  The Essential Listening to Music, Craig Wright